# Villa di Montorsoli
La Villa di Montorsoli è una villa privata situata nel comune di Castelfiorentino.
La villa è stata di proprietà della famiglia Tempi, ed è poi passata ai Banti e ai Soldani.
L'edificio, di cui si hanno attestazioni risalenti al XVII secolo, è costruito in pietra e si affaccia su una piccola cappella in stile rococò e su un giardino all'italiana.
Attualmente la villa, di proprietà privata, è in uno stato di completo abbandono.